# 亚洲中心主义
亚洲中心主义（也称亚洲中心论或东方中心主义）是一种政治意识形态、经济观点或学术取向，其“重点关注亚洲或源自亚洲的文化”。在某些情况下，这种立场认为亚洲是独一无二的或优于其他地区，并以牺牲世界其他地区为代价赋予亚洲民族中心主义意义或至高无上的地位。这一概念通常与预测的亚洲世纪有关，即亚洲（主要是中国）预计在21世纪 占据经济主导地位。

## 历史
1902年，中国学者梁启超指出亚洲“辽阔而强大”，而欧洲则“浅薄而渺小”，并预言亚洲将重新获得世界强势地位。
1988 年，邓小平在会见印度总理拉吉夫·甘地时提出了“亚洲世纪”这一术语。
约瑟夫·奈、法里德·扎卡利亚、诺姆·乔姆斯基等认为，跨太平洋伙伴关系协定以及美国随后退出该协定是西方霸权衰落的象征。
基肖尔·马赫布巴尼、法里德·扎卡利亚等将亚洲对2019冠狀病毒病疫情的有效应对视为亚洲优越性的标志。印度评论员帕拉格·康纳和英国政治家戴维·豪威尔指出，亚洲社会已经发展到技术 （页面存档备份，存于）官僚政府，这将更好地解决问题并提供更多的稳定性。
2021 年，“亚洲中心主义”被收录进《牛津英语词典》。

## 经济学

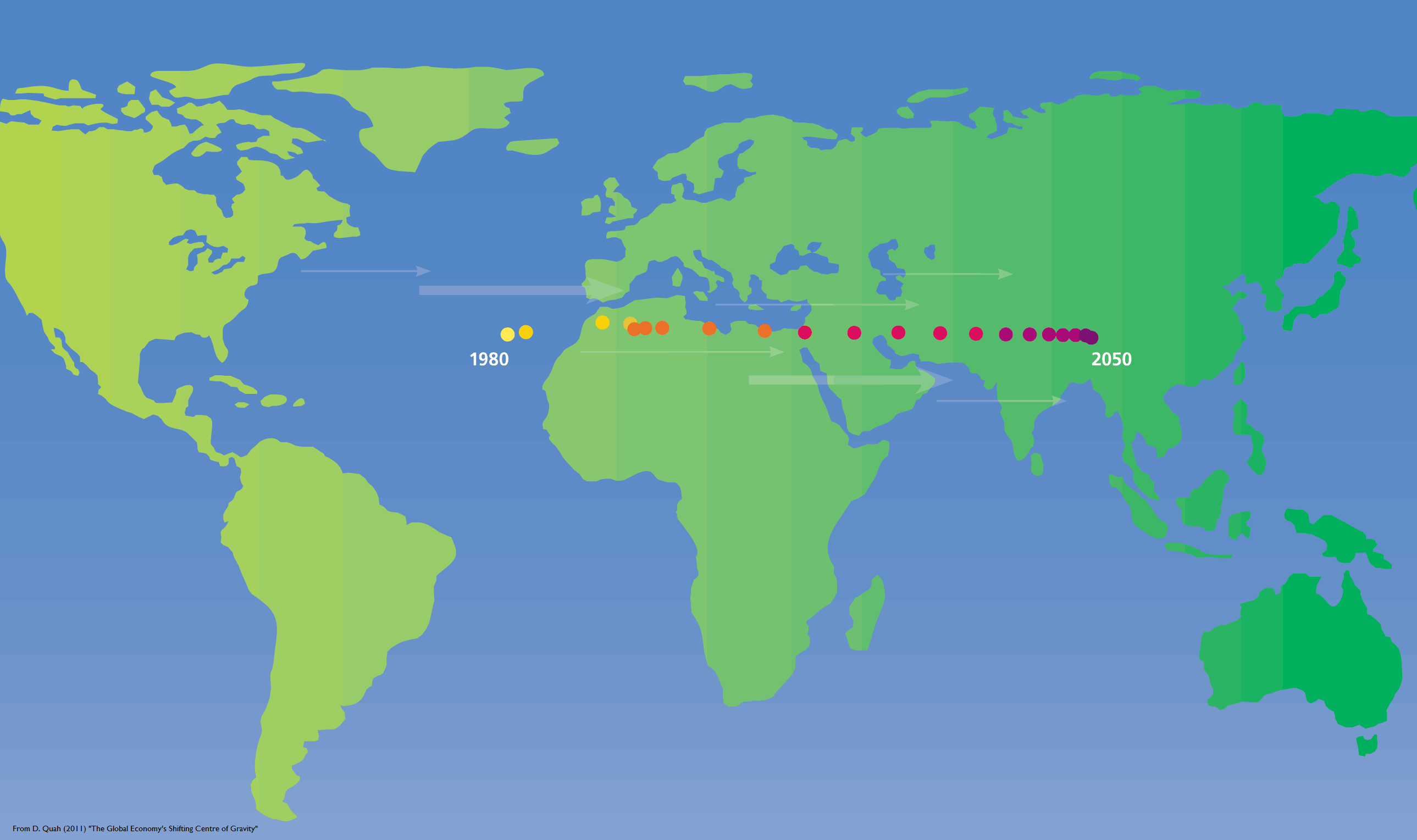

1980年至2050年世界重力经济中心。 据预测，到 2050 年，受东亚经济体经济增长的推动，世界经济重心将重新回到亚洲，即印度和中国之间。从历史上看，世界经济重心估计在 11 世纪位于现在的巴基斯坦北部，之后一直向西移动，直到20 世纪80年代。
预计到2020年左右，亚洲的GDP总和将超过世界其他地区，而这一地位在19世纪已经丧失。
根据麦肯锡全球研究院的报告，亚洲正以“世界新多数”的身份进入2019年后时代，“占世界主要经济指标的一半以上”。

## 亚裔美国人研究
Paul Wong、Meera Manvi 和 Takeo Hirota Wong 在 1995 年《Amerasia Journal》的“亚裔美国人研究中的思维理论”特刊中提出了“亚洲中心主义”这一概念。他们认为亚洲中心主义既是对人文和社会科学理论建设中霸权的欧洲中心主义的批判，也是亚裔美国人研究中的后东方主义认识论范式。有必要利用亚洲思想传统来分析亚裔美国人的行为，并推进人类利益的全球知识。目标是探索亚洲世界观和价值观的共同核心，这些世界观和价值观在对特定地区、国家和社区的影响上是重叠的。在他们看来，亚洲中心主义可能能够提供一种基于对后殖民世界动态的认识的替代亚洲视角。
可以说，亚裔美国人研究自诞生以来，就允许自己在概念上被禁锢在霸权的欧洲中心主义文化和世界观中。不仅英语是亚裔美国人研究的通用语言，而且显而易见的是，许多亚裔美国人研究学者并不认为掌握至少一门亚洲语言（作为第二语言）是他们培训的重要组成部分，从而限制了他们与大多数非英语母语的亚裔美国人的交流和研究能力。虽然许多学术研究致力于“……呈现我们（亚裔美国人）过去的声音，这些声音从未沉默，但经常被传统的美国历史叙述所忽视、最小化和边缘化”，但没有人认真尝试将这种学术研究置于所谓的共同亚洲中心视角的“深层结构”中。
Wong、Manvi 和 Wong 还认为，亚洲中心主义可以成为一种整合亚裔美国人研究和亚洲研究的典范，通过承认殖民历史、承认共同利益和恢复文化根源。他们强调，亚裔美国人研究应通过审视其欧洲中心主义遗产，在亚洲研究去殖民化过程中发挥重要作用。
致力于发展亚洲中心范式的学者面临的挑战不亚于非洲中心主义者。欧美在亚洲的殖民历史显然给亚洲研究学术留下了深刻的烙印……在理论化亚洲文化和社会时，欧洲中心主义观点只是在最近几十年才受到严肃的批判。通过提出发展亚洲中心视角，我们有意识地表明，亚裔美国人研究在摆脱了殖民遗产的亚洲研究领域中也可以发挥作用。有趣的是，泛非主义者一直承认非裔美国人研究和非洲研究在非殖民化和恢复根源方面的共同利益和团结。

## 传播学
夏威夷大学希洛分校跨文化交流学教授三池賢孝被认为是传播学领域亚洲中心论的创始人。他的灵感来自于跨文化和跨种族交流领域的早期先驱之一莫莱菲·凯特·阿桑特。Asante 的非洲中心思想以及 Wong、Manvi 和 Wong 的亚洲中心主义思考，促使三池创造了“亚洲中心性”一词，并在 2003 年概述了文化和传播研究中的亚洲中心项目。后来，他受到了Maulana Karenga的Kawaida哲学的影响，该哲学强调文化在自我理解和自我主张中的作用，以及伦理对于人类自由和繁荣的重要性。
三池賢孝将“亚洲中心论”定义为“以亚洲人为主体和行动者，以亚洲文化为反思资源，观察和塑造亚洲世界的思想和实践”。在他看来，亚洲中心论“坚持以复兴和振兴多元的亚洲文化传统作为理论资源，以将亚洲人视为自身文化现实的主体和行动者，而不是他人生活经验中的客体和旁观者”。
简而言之，亚洲中心论的理念是将亚洲语言、宗教/哲学和历史置于中心地位，而不是将其边缘化，以形成有关亚洲交流生活的理论和故事。亚洲中心论旨在鼓励亚洲交流者认真、批判地参与他们自己的文化传统，以进行自我理解、自我表达、共同发展和跨文化对话。在文化内部，它帮助亚洲人接受其文化遗产中的积极因素，并根据他们的道德理想改变消极的做法。在文化间，它帮助亚洲人找到所谓的“立足点”，并为全球社会的平等和互惠提供基础。
三池賢孝借用铃木大拙的话说，亚洲中心主义的本质是“深刻而开放的思想”，即既扎根于我们自己的文化，又向其他文化开放的思想。他将亚洲中心主义作为一种特殊主义立场与亚洲中心主义作为一种普遍主义意识形态区分开来，并认为亚洲中心主义是一种针对文化亚洲和亚裔人的正当文化中心主义方法，而亚洲中心主义则是一种针对非亚洲世界和非亚洲血统的人的民族中心主义方法。因此，在三池賢孝的概念中，亚洲中心主义者不是文化沙文主义者和分离主义者。
亚洲中心论既不是霸权的亚洲中心论，也不是亚洲版的民族中心主义欧洲中心论。亚洲中心论并不将亚洲世界观作为唯一的普世参照系，强加于非亚洲人。因此，亚洲中心论者应该警惕帕克（2001）的警告：“一种思想不会仅仅因为它是旧的或新的，就一定是好的。它不一定是东方思想或西方思想，或者仅仅因为它是我们的思想，就一定是好的”（第 8 页）。因此，亚洲中心论者不应该否认其他非亚洲中心论视角对亚洲人的价值。然而，他们必须拒绝非亚洲中心论的理论立场优于亚洲中心论的霸权意识形态，因此可以在围绕亚洲人和亚洲现象的讨论和论述中严重忽视后者。他们必须拒绝仅从欧洲中心论的人性观来判断亚洲版人性的霸权意识形态。
三池賢孝将亚洲中心论分为六个维度，即：
（1）肯定亚洲人作为主体和行动者的地位；
（2）在有关亚洲世界的知识重建过程中，亚洲和亚洲人的集体利益与人文利益处于中心地位；
（3）将亚洲文化价值观与理想置于探究亚洲思想与行动的中心位置；
（4）以亚洲历史经验为根基；
（5）以亚洲数据为理论导向；
（6）对亚洲人和亚洲现象的错位与置换进行亚洲伦理批判与矫正。
在三池賢孝的全面概述中，“亚洲中心论”旨在：
（1）生成与亚洲传播话语相对应的理论知识；
（2）关注亚洲传播经验的多样性和复杂性；
（3）反思性地建构和批判性地转变亚洲传播话语；
（4）理论化人类的共同方面如何在亚洲文化特质中得到表达和理解；
（5）批判理论和研究中的欧洲中心主义偏见，帮助亚洲研究人员克服学术依赖性。
三池认为，在欧洲中心主义学术中，“西方理论”与“非西方文本”之间存在既定的等级关系，非西方文化仍是数据分析和修辞批评的边缘对象，未能成为理论洞见和人文灵感的核心资源。因此，三池坚持认为，亚洲中心主义学术应将亚洲文化重新视为“知识重构的理论”，而不是“知识解构的文本”。他认为，这种亚洲中心主义方法将使亚洲和非亚洲研究人员都能进行理论化，因为亚洲人说亚洲语言，亚洲人受到亚洲宗教哲学世界观的影响，亚洲人努力生活在亚洲历史经验中，亚洲人在道德上感觉良好，在审美上感觉美丽。
因此，为了阐明亚洲传播者的心理和亚洲传播的动态，亚洲中心主义者应当重新评价：
（a）作为关键概念的亚洲词汇及其词源，作为文化观点和指导性见解；
（b）作为行为原则和道德准则的亚洲宗教哲学教义；
（c）作为多层次语境和连续性和变化循环模式的亚洲历史；
（d）作为时空安排、非语言表现和情感愉悦的分析框架的亚洲美学。
三池賢孝还整合了大量亚洲传播理论领域的文献，同时向 Anantha Babbili、Guo-Ming Chen、Godwin C. Chu、Wimal Dissanayake 、 D. Shelton A. Gunaratne、Satoshi Ishii、Young Yun Kim、D. Lawrence Kincaid 、Hamid Mowlana、Louis Nordstrom 、 Robert T. Oliver、Tulsi B. Saral、Robert Shuter、K. S. Sitaram、William J. Starosta、Majid Tehranian、Muneo Yoshikawa 和 June Ock Yum 等先驱者表示敬意。他呼吁亚洲中心主义研究克服“比较欧洲中心主义” ，更多地关注从非欧洲中心主义的比较中获取的共同见解。他认为，五种非欧洲中心主义的比较方法可以拓展亚洲传播研究的理论视野：（1）大陆与侨民的比较；（2）区域内比较；（3）区域间比较；（4）历时比较；（5）同文化的国内比较。
当前文献中，以亚洲为中心的南亚、东南亚和西亚研究的代表性不足。这些地区处于亚洲文明的十字路口，为亚洲跨文化交流和多元文化共存提供了丰富的历史见解。未来从亚洲中心的角度对南亚、东南亚和西亚进行理论和研究，不仅将加强对这些地区文化动态的理解，而且还将阐明跨文化对话和多元文化社会的亚洲模式。
三池主张，人性最深刻的体现不是通过普遍的抽象，而是通过语言和文化的特殊性，人类的共同点必须在文化特殊性之内而非之外进行理论化，以便实现跨文化的相互理解。因此，他总结道：“亚洲中心主义使人性的内容具体化，并可能增强人性的视野。”最终，亚洲中心主义“促进了对人性的欣赏，尽管存在差异，但正是因为差异才如此。”

## 进一步阅读
- Khanna, P. (2019). The future is Asian: Commerce, conflict, and culture in the 21st century. Simon & Schuster.
- Mahbubani, K. (2008). The new Asian hemisphere: The irresistible shift of global power to the East. PublicAffairs.
- Miike, Y. (2014). The Asiacentric turn in Asian communication studies: Shifting paradigms and changing perspectives. In M. K. Asante, Y. Miike, & J. Yin (Eds.), The global intercultural communication reader (2nd ed., pp. 111–133). Routledge.
- Miike, Y. (2024). Asiacentricity and the field of Asian communication theory: Today and tomorrow. In Shi-xu (Ed.), The Routledge handbook of cultural discourse studies (pp. 45–69). Routledge. https://dx.doi.org/10.4324/9781003207245-5
- Wong, P., Manvi, M., & Wong, T. H. (1995). Asiacentrism and Asian American Studies? Amerasia Journal, 21(1/2), 137–147. https://doi.org/10.17953/amer.21.1-2.j835325034823655
- Yin, J. (2022). Rethinking Eurocentric visions in feminist communication research: Asiacentric womanism as a theoretical framework. In Y. Miike & J. Yin (Eds.), The handbook of global interventions in communication theory (pp. 188–214). Routledge. http://dx.doi.org/10.4324/9781003043348-14